# Mohammed Abdulla Hassan Mohamed
Mohammed Abdulla Hassan Mohamed (2 de dezembro de 1978) é um árbitro de futebol. É um árbitro FIFA desde 2010. Foi selecionado para apitar na Copa do Mundo FIFA de 2018.